# ميتسونوري يابوتا
ميتسونوري يابوتا (باليابانية: 藪田 光教) (2 مايو 1976 في كاواساكي في اليابان – )؛ هو لاعب كرة قدم ياباني سابق كان يلعب كلاعب وسط.

## وصلات خارجية
- ميتسونوري يابوتا على موقع الاتحاد الدولي (مؤرشف)  (الإنجليزية)
- ميتسونوري يابوتا على موقع رابطة كرة القدم اليابانية للمحترفين (اليابانية)
- ميتسونوري يابوتا على موقع قاعدة بيانات كرة القدم.إي يو (الإنجليزية)
- ميتسونوري يابوتا على موقع Soccerway.com (الإنجليزية)
- ميتسونوري يابوتا على موقع عالم كرة القدم.نت (الإنجليزية)